# Kąpie (Grande-Pologne)
Pour les articles homonymes, voir Kąpie.
Kąpie est une localité polonaise de la gmina de Godziesze Wielkie, située dans le powiat de Kalisz en voïvodie de Grande-Pologne.